# سیارک ۷۰۳

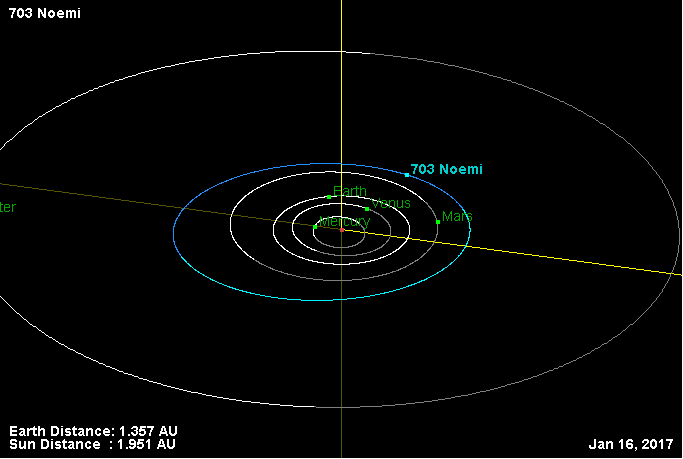
نمایی از محل قرارگیری سیارک ۷۰۳ در مدار – ۲۰۱۷

سیارک ۷۰۳ (به انگلیسی: 703 Noemi، نامگذاری:1910KT) هفتصد و سومین سیارک کشف شده‌است که در ۳ اکتبر ۱۹۱۰ و در وین کشف شد.
قدر مطلق سیارک برابر ۱۲٫۱۰ است.